# Imprinting
L'imprinting è un particolare tipo di apprendimento per esposizione, presente in forme e gradi diversi in tutti i vertebrati. Serve a fissare una memoria stabile delle caratteristiche visive degli individui da cui si verrà allevati (imprinting filiale) o degli individui con i quali è possibile riprodursi (imprinting sessuale). Per questioni di convenienza nella ricerca, l'imprinting è stato studiato soprattutto negli uccelli e, in misura minore, nei primati.

## Origine del termine
La parola imprinting (prestito integrale dall'inglese, talvolta tradotto con 'impressione' o 'conio'), derivata dall'inglese imprint ('traccia'), è la traduzione inglese del termine tedesco Prägung, coniato da Konrad Lorenz per definire una particolare modalità di apprendimento che può avvenire solo poco dopo la nascita (entro le 36 ore).

## Caratteristiche dell'imprinting
L'imprinting non è un comportamento innato ma neppure una forma di apprendimento possibile durante tutto l'arco della vita: esso ha caratteristiche intermedie, poiché rimane legato sia alle informazioni che il nuovo nato riceve dal mondo esterno sia alla predisposizione genetica, con una sorta di "finestra" temporale durante la quale il suo sistema nervoso è sensibile a "stampare" l'immagine del genitore o di chi viene riconosciuto come tale.
Appena nati, gli animali possiedono in diverso grado una rappresentazione a livello di sistema nervoso che consente loro di riconoscere gli individui della propria specie. L'imprinting serve a completare questa rappresentazione. Più la rappresentazione è dettagliata, meno ci sarà bisogno di imprinting.
Per esempio il cuculo depone un uovo nel nido di un uccello di specie diversa e lascia che sia quest'altro uccello ad occuparsi del piccolo. Quando il cuculo lascia il nido, raggiunge però gli altri cuculi e si accoppia con questi invece che con individui della specie che lo aveva "adottato". Il cuculo adulto riconosce quindi gli individui della propria specie pur non avendone mai visto uno prima. A seguito di vari studi, fra cui quelli di Giorgio Vallortigara, si ritiene abbia una rappresentazione innata dei suoi conspecifici molto dettagliata e nessun bisogno di imprinting.
In altre specie di uccelli (come pollo, cigno, anatra, oca ...), il piccolo appena nato si avvicina senza paura a diversi oggetti, tra cui la madre, ma entro un certo periodo di tempo la sua rappresentazione innata interna lo guida ad apprendere le caratteristiche fisiche specifiche della sola madre di modo che, terminato l'imprinting, il pulcino adotterà il comportamento di inseguimento soltanto verso la madre e mostrerà segni di paura quando si avvicina un oggetto estraneo. Questo processo, che in natura si rivela molto efficace, può essere manipolato sperimentalmente al punto che un pulcino, che dalla nascita riceve l'opportunità di osservare solo un uomo (o un altro animale o addirittura un oggetto che abbia certe caratteristiche) riconoscerà l'uomo come propria madre e si rifiuterà di avvicinare altri individui della sua specie. 
Questo fenomeno è stato studiato e documentato per la prima volta dallo studioso di etologia e Premio Nobel per la medicina Konrad Lorenz, ma la conoscenza del meccanismo ha una storia ben più lunga e se ne trovano accenni già in Immelmann, Heinroth, Spalding, e forse anche in altri autori precedenti ma incerti. Lorenz, dopo le prime osservazioni sugli uccelli di allevamento o selvatici, si propose come madre adottiva per molti pulcini di anatra e si accorse che questi si attaccavano affettivamente a lui come se fosse stato la loro madre. L'oca più famosa, descritta dallo stesso Lorenz, è stata Martina. Lorentz la incontrò nel 1935 ad Altenberg, piccolo paese austriaco sulle rive del Danubio. La sua villa era circondata dai giardini e uno stagno, che ospitavano diverse specie animali. Lorentz fin da piccolo aveva mostrato interesse per l'osservazione del comportamento animale (in particolare per gli uccelli acquatici) .
L'imprinting non si manifesta solo negli uccelli, ma anche nei mammiferi ed è molto importante per l'adattamento dell'animale da adulto: il primo essere con cui il piccolo avrà contatto (generalmente la madre, o comunque un altro esemplare della stessa specie) gli garantirà maggiori possibilità di sopravvivenza. 
L'imprinting è importante per ogni fase della vita successiva: i cuccioli, in età infantile, infatti, imparano a quale specie appartengono e quindi iniziano a rapportarsi sin da piccoli con i loro simili. L'imprinting è presente, seppure con un peso inferiore, anche nell'uomo.
Questo fenomeno influenza molto il comportamento dell'animale che ne sarà interessato per tutto il resto della sua vita. Le modalità di ricerca del partner e dell'accoppiamento, della vita di relazione, e della ricerca del cibo fanno affidamento anche sulla buona riuscita dell'imprinting.
È possibile quindi influenzare le tendenze e il carattere di un individuo gestendo entro certi limiti l'imprinting, a conferma che le informazioni e le "impressioni" ottenute in tenerissima età, in questo caso nei mammiferi, possono poi essere recuperate in età adulta e permettere un apprendimento molto più rapido e duraturo.